# Định lý giao điểm Cantor
Định lý giao điểm Cantor  được chứng minh trong thế kỉ 19 bởi nhà toán học người Đức là Georg Ferdinand Ludwig Phillip Cantor (1845-1918) trong lĩnh vực topo.

## Phát biểu
Một không gian metric là đủ khi và chỉ khi mọi dãy hình cầu đóng lồng nhau có bán kính tiến dần tới không đều chứa một điểm chung duy nhất.